# Plavání na mistrovství světa v plaveckých sportech 2001
Závody v plavání v olympijském 50 m bazénu na mistrovství světa v plaveckých sportech za rok 2001 proběhly v Fukuoce, Japonsko ve dnech 22. až 29. července 2001.

## Výsledky

### Individuální disciplíny
| Muži                 | Zlato                       | Zlato    | Stříbro                         | Stříbro  | Bronz                                        | Bronz    |
| -------------------- | --------------------------- | -------- | ------------------------------- | -------- | -------------------------------------------- | -------- |
| 50 m volný způsob    | Anthony Ervin (USA)         | 22,09    | Pieter van den Hoogenband (NED) | 22,16    | Tomohiro Jamanoi (JPN) Roland Schoeman (RSA) | 22,18    |
| 100 m volný způsob   | Anthony Ervin (USA)         | 48,33    | Pieter van den Hoogenband (NED) | 48,43    | Lars Frölander (SWE)                         | 48,79    |
| 200 m volný způsob   | Ian Thorpe (AUS)            | 1:44,06  | Pieter van den Hoogenband (NED) | 1:45,81  | Klete Keller (USA)                           | 1:47,10  |
| 400 m volný způsob   | Ian Thorpe (AUS)            | 3:40,17  | Grant Hackett (AUS)             | 3:42,51  | Emiliano Brembilla (ITA)                     | 3:45,11  |
| 800 m volný způsob   | Ian Thorpe (AUS)            | 7:39,16  | Grant Hackett (AUS)             | 7:40,34  | Graeme Smith (GBR)                           | 7:51,12  |
| 1500 m volný způsob  | Grant Hackett (AUS)         | 14:34,56 | Graeme Smith (GBR)              | 14:58,94 | Alexej Filipec (RUS)                         | 15:01,43 |
| 50 m znak            | Randall Bal (USA)           | 25,34    | Thomas Rupprath (GER)           | 25,44    | Matthew Welsh (AUS)                          | 25,49    |
| 100 m znak           | Matthew Welsh (AUS)         | 54,31    | Örn Arnarson (ISL)              | 54,75    | Steffen Driesen (GER)                        | 54,91    |
| 200 m znak           | Aaron Peirsol (USA)         | 1:57,13  | Markus Rogan (AUT)              | 1:58,07  | Örn Arnarson (ISL)                           | 1:58,37  |
| 50 m motýlek         | Geoffrey Huegill (AUS)      | 23,50    | Lars Frölander (SWE)            | 23,57    | Mark Foster (GBR)                            | 23,62    |
| 100 m motýlek        | Lars Frölander (SWE)        | 52,10    | Ian Crocker (USA)               | 52,25    | Geoffrey Huegill (AUS)                       | 52,36    |
| 200 m motýlek        | Michael Phelps (USA)        | 1:54,58  | Thomas Malchow (USA)            | 1:55,28  | Anatolij Poljakov (RUS)                      | 1:55,68  |
| 50 m prsa            | Oleh Lisohor (UKR)          | 27,52    | Roman Sludnov (RUS)             | 27,60    | Domenico Fioravanti (ITA)                    | 27,72    |
| 100 m prsa           | Roman Sludnov (RUS)         | 1:00,16  | Domenico Fioravanti (ITA)       | 1:00,47  | Edward Moses (USA)                           | 1:00,61  |
| 200 m prsa           | Brendan Hansen (USA)        | 2:10,69  | Maxim Podoprigora (AUT)         | 2:11,09  | Kósuke Kitadžima (JPN)                       | 2:11,21  |
| 200 m polohový závod | Massimiliano Rosolino (ITA) | 1:59,71  | Thomas Wilkens (USA)            | 2:00,73  | Justin Norris (AUS)                          | 2:00,91  |
| 400 m polohový závod | Alessio Boggiatto (ITA)     | 4:13,15  | Erik Vendt (USA)                | 4:15,36  | Thomas Wilkens (USA)                         | 4:15,94  |
| Ženy                 | Zlato                       | Zlato    | Stříbro                         | Stříbro  | Bronz                                        | Bronz    |
| 50 m volný způsob    | Inge de Bruijnová (NED)     | 24,47    | Therese Alshammarová (SWE)      | 24,88    | Sandra Völkerová (GER)                       | 24,96    |
| 100 m volný způsob   | Inge de Bruijnová (NED)     | 54,18    | Katrin Meißnerová (GER)         | 55,07    | Sandra Völkerová (GER)                       | 55,11    |
| 200 m volný způsob   | Giaan Rooneyová (AUS)       | 1:58,57  | Jang Jüo (CHN)                  | 1:58,78  | Camelia Potecová (ROU)                       | 1:58,85  |
| 400 m volný způsob   | Jana Kločkovová (UKR)       | 4:07,30  | Claudia Pollová (CRC)           | 4:09,15  | Hannah Stockbauerová (GER)                   | 4:09,36  |
| 800 m volný způsob   | Hannah Stockbauerová (GER)  | 8:24,66  | Diana Munzová (USA)             | 8:28,84  | Kaitlin Sandenová (USA)                      | 8:31,45  |
| 1500 m volný způsob  | Hannah Stockbauerová (GER)  | 16:01,02 | Flavia Rigamontiová (SUI)       | 16:05,99 | Diana Munzová (USA)                          | 16:07,05 |
| 50 m znak            | Haley Copeová (USA)         | 28,51    | Antje Buschschulteová (GER)     | 28,53    | Natalie Coughlinová (USA)                    | 28,54    |
| 100 m znak           | Natalie Coughlinová (USA)   | 1:00,37  | Diana Mocanuová (ROU)           | 1:00,68  | Antje Buschschulteová (GER)                  | 1:01,42  |
| 200 m znak           | Diana Mocanuová (ROU)       | 2:09,94  | Stanislava Komarovová (RUS)     | 2:10,43  | Joanna Fargusová (GBR)                       | 2:11,05  |
| 50 m motýlek         | Inge de Bruijnová (NED)     | 25,90    | Therese Alshammarová (SWE)      | 26,18    | Anna-Karin Kammerlingová (SWE)               | 26,45    |
| 100 m motýlek        | Petria Thomasová (AUS)      | 58,27    | Otylia Jędrzejczaková (POL)     | 58,72    | Džunko Onišiová (JPN)                        | 58,88    |
| 200 m motýlek        | Petria Thomasová (AUS)      | 2:06,73  | Annika Mehlhornová (GER)        | 2:06,97  | Kaitlin Sandenová (USA)                      | 2:08,52  |
| 50 m prsa            | Luo Süe-ťüan (CHN)          | 30,84    | Kristina Kowalová (USA)         | 31,37    | Zoë Bakerová (GBR)                           | 31,40    |
| 100 m prsa           | Luo Süe-ťüan (CHN)          | 1:07,18  | Leisel Jonesová (AUS)           | 1:07,96  | Ágnes Kovácsová (HUN)                        | 1:08,50  |
| 200 m prsa           | Ágnes Kovácsová (HUN)       | 2:24,90  | Čchi Chuej (CHN)                | 2:25,09  | Luo Süe-ťüan (CHN)                           | 2:25,29  |
| 200 m polohový závod | Martha Bowenová (USA)       | 2:11,93  | Jana Kločkovová (UKR)           | 2:12,30  | Čchi Chuej (CHN)                             | 2:12,46  |
| 400 m polohový závod | Jana Kločkovová (UKR)       | 4:36,98  | Martha Bowenová (USA)           | 4:39,06  | Beatrice Căşlaruová (ROU)                    | 4:39,33  |

### Štafety
| Muži                   | Zlato | Zlato   | Stříbro | Stříbro | Bronz | Bronz   |
| ---------------------- | --- | ------- | --- | ------- | --- | ------- |
| 4×100 m volný způsob   | Austrálie (AUS) (Michael Klim, Ashley Callus, Todd Pearson, Ian Thorpe, (r)David Jenkins, (r)Adam Pine)                                            | 3:14,10 | Nizozemsko (NED) (Mark Veens, Johan Kenkhuis, Klaas-Erik Zwering, Pieter van den Hoogenband, (r)Ewout Holst) | 3:14,56 | Německo (GER) (Stefan Herbst, Torsten Spanneberg, Lars Conrad, Sven Lodziewski)                                               | 3:17,52 |
| 4×200 m volný způsob   | Austrálie (AUS) (Grant Hackett, Michael Klim, William Kirby, Ian Thorpe, (r)Todd Pearson, (r)Antony Matkovich, (r)Raymond Hass)                    | 7:04,66 | Itálie (ITA) (Emiliano Brembilla, Matteo Pelliciari, Andrea Beccari, Massimiliano Rosolino, (r)Federico Cappellazzo, (r)Andrea Righi, (r)Simone Cercato)                                                                                    | 7:10,86 | USA (USA) (Scott Goldblatt, Nathaniel Dusing, Chad Carvin, Klete Keller, (r)Jay Schryver, (r)James Rauch)                     | 7:13,69 |
| 4×100 m polohový závod | Austrálie (AUS) (Matthew Welsh, Regan Harrison, Geoffrey Huegill, Ian Thorpe, (r)Joshua Watson, (r)Philip Rogers, (r)Adam Pine, (r)Ashley Callus)  | 3:35,35 | Německo (GER) (Steffen Driesen, Jens Kruppa, Thomas Rupprath, Torsten Spanneberg) | 3:36,34 | Rusko (RUS) (Vladislav Aminov, Dmitrij Komornikov, Vladislav Kulikov, Dmitrij Černyšov, (r)Igor Marčenko, (r)Leonid Chochlov) | 3:37,77 |
| Ženy                   | Zlato | Zlato   | Stříbro | Stříbro | Bronz | Bronz   |
| 4×100 m volný způsob   | Německo (GER) (Petra Dallmannová, Antje Buschschulteová, Katrin Meißnerová, Sandra Völkerová, (r)Meike Freitagová)                                 | 3:39,58 | Spojené království (GBR) (Alison Sheppardová, Melanie Marshallová, Rosalind Brettová, Karen Pickeringová) USA (USA) (Colleen Lannéová, Erin Phenixová, Maritz Correiaová, Courtney Shealyová, (r)Tammie Stoneová, (r)Stephanie Williamsová) | 3:40,80 | — | —       |
| 4×200 m volný způsob   | Spojené království (GBR) (Nicola Jacksonová, Janine Beltonová, Karen Leggová, Karen Pickeringová)                                                  | 7:58,69 | Německo (GER) (Silvia Szalaiová, Sara Harsticková, Hannah Stockbauerová, Meike Freitagová, (r)Alessa Riesová, (r)Sara Harsticková) | 8:01,35 | Japonsko (JPN) (Maki Mitaová, Tomoko Hagiwaraová, Tomoko Nagaiová, Eri Jamanoiová)                                            | 8:02,97 |
| 4×100 m polohový závod | Austrálie (AUS) (Dyana Calubová, Leisel Jonesová, Petria Thomasová, Sarah Ryanová, (r)Clementine Stoneyová, (r)Tarnee Whiteová, (r)Elka Grahamová) | 4:01,50 | USA (USA) (Natalie Coughlinová, Megan Quannová, Mary DeScenzaová, Erin Phenixová, (r)Courtney Shealyová, (r)Shelly Johnstonová, (r)Maritza Correiaová)                                                                                      | 4:01,81 | Čína (CHN) (Čan Šu, Luo Süe-ťüan, Žuan I, Sü Jen-wej)                                                                         | 4:02,53 |

## Medailová bilance
V plavání se rozdělilo celkem 40 sad medailí.
| Pořadí | Stát                     |       | Muži    | Muži  | Muži  |         | Ženy  | Ženy  | Ženy    |       | Muži + Ženy | Muži + Ženy | Muži + Ženy | Celkem |
| Pořadí | Stát                     | Zlato | Stříbro | Bronz | Zlato | Stříbro | Bronz | Zlato | Stříbro | Bronz |             |             |             | Celkem |
| ------ | ------------------------ | ----- | ------- | ----- | ----- | ------- | ----- | ----- | ------- | ----- | ----------- | ----------- | ----------- | ------ |
| 1.     | Austrálie (AUS)          |       | 9       | 2     | 3     |         | 4     | 1     | 0       |       | 13          | 3           | 3           | 19     |
| 2.     | USA (USA)                |       | 6       | 4     | 4     |         | 3     | 5     | 4       |       | 9           | 9           | 8           | 26     |
| 3.     | Německo (GER)            |       | 0       | 2     | 2     |         | 3     | 4     | 4       |       | 3           | 6           | 6           | 15     |
| 4.     | Nizozemsko (NED)         |       | 0       | 4     | 0     |         | 3     | 0     | 0       |       | 3           | 4           | 0           | 7      |
| 5.     | Ukrajina (UKR)           |       | 1       | 0     | 0     |         | 2     | 1     | 0       |       | 3           | 1           | 0           | 4      |
| 6.     | Čína (CHN)               |       | 0       | 0     | 0     |         | 2     | 2     | 3       |       | 2           | 2           | 3           | 7      |
| 7.     | Itálie (ITA)             |       | 2       | 2     | 2     |         | 0     | 0     | 0       |       | 2           | 2           | 2           | 6      |
| 8.     | Švédsko (SWE)            |       | 1       | 1     | 1     |         | 0     | 2     | 1       |       | 1           | 3           | 2           | 6      |
| 9.     | Spojené království (GBR) |       | 0       | 1     | 2     |         | 1     | 1     | 2       |       | 1           | 2           | 4           | 7      |
| 10.    | Rusko (RUS)              |       | 1       | 1     | 3     |         | 0     | 1     | 0       |       | 1           | 2           | 3           | 6      |
| 11.    | Rumunsko (ROU)           |       | 0       | 0     | 0     |         | 1     | 1     | 2       |       | 1           | 1           | 2           | 4      |
| 12.    | Maďarsko (HUN)           |       | 0       | 0     | 0     |         | 1     | 0     | 1       |       | 1           | 0           | 1           | 2      |
| 13.    | Rakousko (AUT)           |       | 0       | 2     | 0     |         | 0     | 0     | 0       |       | 0           | 2           | 0           | 2      |
| 14.    | Island (ISL)             |       | 0       | 1     | 1     |         | 0     | 0     | 0       |       | 0           | 1           | 1           | 2      |
| 15.    | Polsko (POL)             |       | 0       | 0     | 0     |         | 0     | 1     | 0       |       | 0           | 1           | 0           | 1      |
| 15.    | Švýcarsko (SUI)          |       | 0       | 0     | 0     |         | 0     | 1     | 0       |       | 0           | 1           | 0           | 1      |
| 15.    | Kostarika (CRC)          |       | 0       | 0     | 0     |         | 0     | 1     | 0       |       | 0           | 1           | 0           | 1      |
| 18.    | Japonsko (JPN)           |       | 0       | 0     | 2     |         | 0     | 0     | 2       |       | 0           | 0           | 4           | 4      |
| 19.    | Jižní Afrika (RSA)       |       | 0       | 0     | 1     |         | 0     | 0     | 0       |       | 0           | 0           | 1           | 1      |
| Celkem | Celkem                   |       | 20      | 20    | 21    |         | 20    | 21    | 19      |       | 40          | 41          | 40          | 121    |